# Vittana
Vittana — американская некоммерческая организация, предоставляющая возможность выдавать займы непосредственно кредиторами заёмщикам-студентам из развивающихся стран. Фокусируясь на студенческих займах, организация решает проблему недоступности студенческих кредитов в большинстве развивающихся стран.

## Бизнес-модель
Организация сотрудничает с микрофинансовыми компаниями тех стран, где выдаются займы, что в свою очередь позволяет учитывать особенности рынка этих стран. Vittana не использует классическую микрофинансовую модель совместной групповой ответственности, когда несколько человек берут заём и ответственны друг за друга. В модели Vittana поручителем заёмщика становится его мать (либо другой близкий родственник). Большинство из «лучших» заёмщиков организации — это дети бывших заёмщиков тех МКО, с которыми работает Vittana, так как им доступна финансовая информация семей их клиентов. Также Vittana часто не имеет крупных заимодателей, поэтому использует концепцию равноправного кредитования, когда любой желающий может дать свою сумму денег в заём нуждающемуся и стать тем самым одним из его кредиторов. Заём составляет сумму от $200 до $1500, причём каждый из заимодателей может внести свою часть в заём, начиная от $25 и выше. Погасить свой кредит студент может после окончания учебного заведения и трудоустроившись. По статистике, возвратность займов составляет 97 %.

## Сотрудничество
Изначально в течение двух лет с момента появления Vittana сотрудничала с Kiva. За время своей работы Vittana сотрудничала с Clinton Global Initiative, Frog Design, Grameen Foundation, Hope International, Lex Mundi, Orrick, Perkins Coie, Pop!Tech, Unitus, Университетом Бригама Янга и Вашингтонским университетом. Также инициатива Vittana была поддержана Amazon.com. Для того, чтобы предоставить возможность для займов как можно большему количеству студентов из развивающихся стран, Vittana сотрудничает со многими микрофинансовыми организациями, создавая в сотрудничестве с ними студенческие микрофинансовые программы. Партнёры несут ответственность за встречи со студентами, выдачу им займов, а также сбор выплат.

## Представительства
Организация имеет 35 партнёров в 17 странах:
- Азербайджан
- Боливия
- Камбоджа
- Гана
- Гондурас
- Индия
- Индонезия
- Иордания
- Кения
- Монголия
- Непал
- Никарагуа
- Парагвай
- Перу
- Филиппины
- Руанда
- Вьетнам